# Liste der Kulturgüter in Altishofen
Die Liste der Kulturgüter in Altishofen enthält alle Objekte in der Gemeinde Altishofen im Kanton Luzern, die gemäss der Haager Konvention zum Schutz von Kulturgut bei bewaffneten Konflikten, dem Bundesgesetz vom 20. Juni 2014 über den Schutz der Kulturgüter bei bewaffneten Konflikten sowie der Verordnung vom 29. Oktober 2014 über den Schutz der Kulturgüter bei bewaffneten Konflikten unter Schutz stehen.
Objekte der Kategorien A und B sind vollständig in der Liste enthalten, Objekte der Kategorie C fehlen zurzeit (Stand: 1. Januar 2023). Unter übrige Baudenkmäler sind zusätzliche Objekte zu finden, die im kantonalen Denkmalverzeichnis verzeichnet und nicht bereits in der Liste der Kulturgüter enthalten sind.

## Kulturgüter
| Foto | | Objekt                                                                                         | Kat. | Typ | Standort                      | Beschreibung                                                                         |
| ---- | --- | ---------------------------------------------------------------------------------------------- | ---- | --- | ----------------------------- | ------------------------------------------------------------------------------------ |
| BW   | Datei hochladen · Wikidata zu Altishofen / Oberdorf, römischer bis neuzeitlicher Siedlungs- und Sakralbereich (Q110727184) | Altishofen / Oberdorf, römischer bis neuzeitlicher Siedlungs- und Sakralbereich KGS-Nr.: 16545 | A    | F   | Oberdorf 639511 / 227967      |                                                                                      |
| ja   | Datei hochladen · Wikidata zu Katholische Kirche St. Martin mit Pfarrhaus (Q29785520)                                      | Katholische Kirche St. Martin mit Pfarrhaus KGS-Nr.: 03632                                     | B    | G   | Oberdorf 14.1 639527 / 227980 |                                                                                      |
| ja   | Datei hochladen · Wikidata zu Schloss mit Oekonomiegebäuden (Q29785521)                                                    | Schloss Altishofen mit Ökonomiegebäuden KGS-Nr.: 03633                                         | B    | G   | Schloss 639466 / 227925       |                                                                                      |
| BW   | Datei hochladen · Wikidata zu Fuchshalden / Rumi in Altishofen, römischer Gutshof (Q110727388)                             | Fuchshalden / Rumi, römischer Gutshof KGS-Nr.: 17123                                           | B    | F   | Fuchshalden 639620 / 229179   | Objekt liegt auf dem Gemeindegebiet von Altishofen und Dagmersellen (KGS-Nr. 17124). |

## Übrige Baudenkmäler
| ID  | Foto |                 | Objekt           | Typ | Standort                    | Beschreibung |
| --- | ---- | --------------- | ---------------- | --- | --------------------------- | ------------ |
| 1a  | BW   | Datei hochladen | Speicher Hofmatt | G   | Hofmatt 4.2 638200 / 226901 |              |
| 25  | BW   | Datei hochladen | Speicher im Dorf | G   | Dorf 6.1 639942 / 228034    |              |
| 42  | BW   | Datei hochladen | Pfrundhaus       | G   | Oberdorf 14 639526 / 228004 |              |
| 69a | BW   | Datei hochladen | Speicher Bolihof | G   | Boli 1.1 638763 / 226754    |              |

Legende: Siehe Legende der Liste der Kulturgüter von nationaler und regionaler Bedeutung. Anstelle der KGS-Nummer wird als Objekt-Identifikator (ID) die Gebäudenummer im kantonalen Denkmalverzeichnis verwendet.